# Trädaloe
Trädaloe (Aloe arborescens eller Aloë arborescens) är en suckulent växt inom familjen afodillväxter. Arten kommer ursprungligen från Sydafrika där den hör hemma söder om Kalahariöknen. I Sverige odlas arten som krukväxt.
Trädaloe introducerades i Europa 1698 då Commelin fick frön skickade från Sydafrika.
Trädaloe har bakåtböjda, långsmala, gröna blad som kan bli upp emot 50 centimeter långa och är grovt tandade. Växten grenar sig och kan bli flera meter hög i sin naturliga miljö. Som krukväxt blir den sällan mer än l meter hög. Blommorna sitter samlade i en tät klaselik blomställning i toppen på en lång, kal stängel. De är orangeröda och omkring fyra centimeter långa. I regel är det små plantor som finns i butiker i kruka, bara 15-20 centimeter höga. Precis som äkta aloe så innehåller bladen antiseptisk, sårläkande gel, som bland annat kan användas på brännskador.
Namnet Aloe är ett gammalt arabiskt namn och avser arter som använts som medicinalväxter. Arborescens betyder trädlik.

## Odling
Trädaloe kräver mycket ljus och klarar till och med direkt sol under sommaren. Detta är en växt som gör av med mycket vatten sommartid. Vattnas rikligt vid varje vattning, men måste få torka upp mellan vattningarna. Tack vare de tjocka bladens förmåga att lagra vatten klarar trädaloe att vara utan vatten i ett par veckor utan att ta skada. Vintertid vattnas den mindre, och det är då ännu viktigare att jorden hinner torka ordentligt mellan vattningarna. Trädaloe kan växa fort, och växtnäring kan ges varannan vecka från mars till september. Resten av året klarar den sig utan. Normal rumstemperatur trivs den bra i, men klarar upp till 40°C sommartid lika väl som ner till 5°C under vintern. Ju lägre temperatur under vintern desto mindre vatten bör den få, precis så att den inte börjar skrumpna ihop. Riktigt stora och otympliga exemplar kan beskäras till mer hanterbar storlek. Omplantering bör ske under våren, efter eventuell blomning. Den nya krukan bör ej vara mer än ett par centimeter bredare än den förra. Jorden bör innehålla extra sand eller Lecakulor för dräneringens skull. Sommartid trivs den bra utomhus, men bör skyddas mot för mycket vatten när det regnar.
Trädaloe förökas med topp- och stamsticklingar på våren. Stammen kan delas upp i bitar och sättas. Sticklingarna bör ligga och torka några dygn innan de planteras.
Fungerar även bra att dela större exemplar. Tillse dock att alla de nya plantorna har med sig en del av rotsystemet. Planteras direkt i lätt fuktad, sandblandad jord.

## Synonymer
- Aloe africanum Mill.
- Aloe arborea Medik.
- Aloe arborescens var. frutescens (Salm-Dyck) Link
- Aloe arborescens var. milleri A.Berger
- Aloe arborescens var. natalensis (J.M.Wood & M.S.Evans) A.Berger
- Aloe arborescens var. pachythyrsa A.Berger
- Aloe frutescens Salm-Dyck
- Aloe fruticosa Lam. nom. superfl.
- Aloe mutabilis Pillans
- Aloe natalensis J.M.Wood & M.S.Evans
- Aloe perfoliata var. η L.
- Aloe perfoliata var. ξ Willd.
- Catevala arborescens (Mill.) Medik.
- Pachidendron africanum (Mill.) Haw.